# La Rue (nouvelle)
Pour les articles homonymes, voir La Rue (homonymie).
La Rue est une nouvelle de l'auteur américain de récits d'horreur H. P. Lovecraft, écrite à la fin de 1919 et publiée pour la première fois dans le numéro de décembre 1920 du journal amateur Wolverine. 

## Intrigue
L'histoire retrace l'évolution de la rue éponyme dans une ville de la Nouvelle-Angleterre, vraisemblablement Boston, depuis ses débuts comme chemin à l'époque coloniale jusqu'à un événement quasi-surnaturel dans les années qui ont suivi immédiatement la Première Guerre mondiale. Au fur et à mesure que la ville grandit autour de la rue, elle est plantée de nombreux arbres et construite en même temps que de « simples et belles maisons de brique et de bois », chacune avec une roseraie. Au fur et à mesure que la révolution industrielle avance, le quartier dégénère en un bidonville délabré et pollué, toutes les vieilles maisons de la rue tombant en ruine.
Après la première guerre mondiale et la révolution d'octobre, le quartier devient le foyer d'une communauté d'immigrants juifs russes ; parmi les nouveaux résidents se trouve la direction d'une « vaste bande de terroristes » qui complotent en vue de détruire les États-Unis le jour de l'indépendance. Lorsque ce jour arrive, les terroristes se rassemblent pour accomplir l'acte, mais avant qu'ils puissent commencer, toutes les maisons de la rue s'effondrent simultanément sur eux, les tuant tous. Un observateur présent sur les lieux a témoigné qu'immédiatement après l'effondrement, il avait eu des visions des arbres et des roseraies qui se trouvaient autrefois dans la rue. 

## Inspiration
La grève de la police de Boston en septembre-octobre 1919 a inspiré à Lovecraft l'écriture de La Rue, comme il l'a déclaré dans une lettre à Frank Belknap Long : 
La mutinerie de la police de Boston de l'année dernière est à l'origine de cette tentative. L'ampleur et la signification d'un tel acte m'ont consterné. L'automne dernier, il était sinistrement impressionnant de voir Boston sans bluecoats, et de voir les Gardes Nationaux portant des fusils patrouiller dans les rues comme si l'occupation militaire était en vigueur. Ils sont allés par deux, l'air déterminé et vêtus de kaki, comme s'ils étaient des symboles du conflit qui se profile à l'horizon dans la lutte de la civilisation contre le monstre de l'agitation et du bolchevisme.
La position anti-immigration de l'histoire fait écho à des poèmes xénophobes antérieurs de Lovecraft tels que New England Fallen et On a New-England Village Seen by Moonlight. 

## Réception
L'encyclopédie de H. P. Lovecraft décrit cette histoire comme « manifestement raciste ». Daniel Harms, auteur de l'Encyclopedia Cthulhiana, déclare : « Si quelqu'un s'approchait de moi et me disait : « Hé Daniel, je pense que H. P. Lovecraft était un bigot verbeux et trop sentimental dont les histoires n'ont pas beaucoup de sens », ce serait la dernière histoire que je lui donnerais pour le convaincre du contraire. »